# Kyushu
Kyushu — метеорит-хондрит масою 29000 грам.